# Чемпионат России по лыжным гонкам 2025
Чемпионат России по лыжным гонкам 2025 проводится Федерацией лыжных гонок России с 1 марта по 13 апреля 2025 года. И состоит из четырёх этапов:
- первый этап состоялся с 1 по 9 марта в ЛБК «Мирный» (г. Казань, Республика Татарстан).
- второй этап состоялся 22-23 марта в РЛК им. Р.П. Сметаниной (г. Сыктывкар, Республика Коми).
- третий этап состоял из женской гонки на 50 км, и пройдёт в Апатитах 12 апреля.
- четвёртый этап состоял из мужской гонки на 70 км, и пройдёт в Мончегорске 13 апреля.

### Командное первенство
| № п/п | Субъект РФ           | Общий зачёт | Мужчины | Женщины | Смешанная гонка |
| ----- | -------------------- | ----------- | ------- | ------- | --------------- |
| 1     | Республика Татарстан | 10 115      | 4 664   | 3 951   | 1 500           |
| 2     | Тюменская область    | 4 878       | 1 422   | 2 578   | 881             |
| 3     | Республика Коми      | 4 357       | 2 191   | 1 562   | 604             |
| 4     | Санкт-Петербург      | 2 277       | 1 082   | 963     | 232             |
| 5     | Москва               | 2 257       | 876     | 1 033   | 352             |
| 6     | ХМАО — Югра          | 2 237       | 1 062   | 755     | 420             |
| 7     | Мурманская область   | 1 080       | 952     | 78      | 50              |
| 8     | Республика Удмуртия  | 946         | 230     | 516     | 200             |
| 9     | Красноярский край    | 787         | 618     | 36      | 135             |
| 10    | Свердловская область | 698         | 167     | 323     | 208             |

### Мужчины
| Дисциплина                            | Дата      | Золото                                                                                                 | Серебро                                                                                       | Бронза                                                                                        |
| Скиатлон 20 км                        | 1 марта   | Александр Большунов Республика Татарстан 46:30.2                                                       | Илья Семиков Республика Коми 46:38.1                                                          | / Павел Соловьёв Красноярский край/Мурманская область 46:50.8                                 |
| Спринт классическим стилем            | 4 марта   | Сергей Устюгов Ханты-Мансийский АО — Югра                                                              | Владислав Осипов Республика Татарстан                                                         | Савелий Коростелев Республика Татарстан                                                       |
| 10 км свободным стилем                | 6 марта   | Александр Большунов Республика Татарстан 21:18.7                                                       | Савелий Коростелев Республика Татарстан 21:25.2                                               | Артём Мальцев Тюменская область 21:36.1                                                       |
| Командный спринт свободным стилем     | 8 марта   | Республика Татарстан — 1 Савелий Коростелев Александр Большунов 15:23.47                               | Санкт-Петербург — 2 Андрей Парфёнов Андрей Краснов 15:24.03                                   | Республика Татарстан — 2 Сергей Забалуев Сергей Ардашев 15:24.71                              |
| Эстафета 4х7.5 км                     | 9 марта   | Республика Татарстан — 1 Сергей Ардашев Савелий Коростелев Сергей Волков Александр Большунов 1:12:29.5 | Тюменская область Евгений Белов Алексей Червоткин Артём Мальцев Александр Терентьев 1:13:31.9 | Мурманская область Александр Гребенько Никита Родионов Максим Зубцов Павел Соловьёв 1:13:44.2 |
| 50 км классическим стилем, масс-старт | 23 марта  | Сергей Ардашев Республика Татарстан 2:16:48.9                                                          | Савелий Коростелев Республика Татарстан 2:16:49.1                                             | Илья Семиков Республика Коми 2:16:49.4                                                        |
| 70 км свободным стилем, масс-старт    | 13 апреля | Александр Большунов Республика Татарстан 2:37:17.1                                                     | / Егор Митрошин Москва/Республика Мордовия 2:38:01.3                                          | Иван Якимушкин Тюменская область 2:38:02.2                                                    |

### Женщины
| Дисциплина                            | Дата      | Золото                                                                                              | Серебро                                                                                       | Бронза                                                                                                |
| Скиатлон 20 км                        | 1 марта   | Наталья Терентьева Республика Татарстан 54:20.0                                                     | Дарья Непряева Республика Татарстан 54:24.8                                                   | Алина Пеклецова Вологодская область 54:25.4                                                           |
| Спринт классическим стилем            | 4 марта   | Наталья Терентьева Республика Татарстан                                                             | / Алёна Баранова Москва/Томская область                                                       | Анастасия Фалеева Республика Татарстан                                                                |
| 10 км свободным стилем                | 6 марта   | Екатерина Смирнова Тюменская область 24:16.9                                                        | Алина Пеклецова Вологодская область 24:38.8                                                   | Дарья Непряева Республика Татарстан 24:45.1                                                           |
| Командный спринт свободным стилем     | 8 марта   | Республика Татарстан — 1 Дарья Непряева Наталья Терентьева 17:36.83                                 | Тюменская область — 1 Екатерина Смирнова Татьяна Сорина 17:37.72                              | Республика Беларусь Анна Мачехина Анна Королёва 17:39.81                                              |
| Эстафета 4х7.5 км                     | 9 марта   | Республика Татарстан — 1 Ольга Сергеева Лидия Горбунова Дарья Непряева Наталья Терентьева 1:21:37.4 | Москва Александра Кононова Елизавета Маслакова Арина Кусургашева Екатерина Никитина 1:22:26.7 | Тюменская область — 1 Карина Гончарова Татьяна Сорина Елизавета Пантрина Екатерина Смирнова 1:23:04.6 |
| 50 км классическим стилем, масс-старт | 22 марта  | Елизавета Маслакова Москва 2:28:05.7                                                                | Дарья Канева Республика Коми 2:28:08.5                                                        | Татьяна Сорина Тюменская область 2:28:09.4                                                            |
| 50 км свободным стилем, масс-старт    | 12 апреля | Дарья Канева Республика Коми 2:07:45.4                                                              | Елизавета Пантрина Тюменская область 2:07:47.1                                                | / Анастасия Кулешова Нижегородская область/Республика Мордовия 2:07:48.6                              |

### Смешанная гонка
| Дисциплина                | Дата    | Золото                                                                                            | Серебро                                                                                                   | Бронза                                                                                            |
| Смешанная эстафета 4х5 км | 2 марта | Республика Татарстан — 2 Анастасия Фалеева Сергей Ардашев Лидия Горбунова Сергей Забалуев 44:12.4 | Республика Татарстан — 1 Дарья Непряева Савелий Коростелев Наталья Терентьева Александр Большунов 44:12.7 | Тюменская область — 1 Татьяна Сорина Евгений Белов Екатерина Смирнова Александр Терентьев 44:12.9 |